# Snelkoeling
Snelkoeling (flash freezing) is een methode waarbij een product, bijvoorbeeld een voedingsmiddel, zeer snel op een temperatuur – soms ver – beneden het vriespunt van water wordt gebracht.

## Geschiedenis
De methode werd ontwikkeld door Clarence Birdseye (1886-1956). Op expedities, onder meer in Labrador, wezen de Inuit hem op de door hen gebruikte methode om vis te conserveren bij temperaturen van -40 °C, waarbij de vis zeer snel bevroor. Hij bemerkte dat de kwaliteit van deze vis na ontdooien veel beter was dan die van bevroren vis zoals die op de markten werd verhandeld. De reden was dat zich bij het -conventionele- langzamer invriezen, dus bij hogere temperaturen, grotere ijskristallen vormen die de celmembranen beschadigen. Bij ontdooien treedt dan celvocht naar buiten, waardoor de kwaliteit van het voedsel achteruitgaat.
Birdseye startte in 1922 een bedrijf, Birdseye Seafoods Inc., waarbij vis werd ingevroren bij -43 °C. In 1924 ging dit bedrijf failliet, daar de consument nog weinig vertrouwen had in het nieuwe product. Birdseye richtte vervolgens een nieuw bedrijf op, de General Seafoods Company. In 1925 introduceerde Birdseye zijn nieuwste vinding, een paar met pekel gekoelde roestvrijstalen banden, waartussen de vis zeer snel werd ingevroren. Dit markeerde het begin van de opmars van diepgevroren voedingsmiddelen.
In 1927 breidde Birdseye zijn procedé uit tot het conserveren van vlees, fruit, en groente. Twee jaar later verkocht hij zijn bedrijven aan Goldman Sachs en de Postum Company, die uiteindelijk uitgroeide tot de General Foods Corporation. Dit bedrijf introduceerde de diepgevroren producten in 1930 in de supermarkten, hetgeen een succesvol verloop bleek te hebben.
In Europa begon de invoering van diepgevroren voedingsmiddelen veel later dan in de Verenigde Staten. In Nederland werden diepvriesmaaltijden geïntroduceerd in 1963 door de firma Fijnko. Acceptatie duurde enige tijd, niet alleen omdat men het product aanvankelijk wantrouwde, maar ook omdat vrijwel niemand op dat moment al over een diepvriezer beschikte, zodat het product niet bewaard kon worden.

## Toepassing
De belangrijkste toepassing van snelkoeling is bij de bereiding van diepgevroren voedsel. Daarnaast wordt snelkoeling ook in slachterijen toegepast. Hierbij is het doel om vochtverlies uit de karkassen, ten gevolge van verdamping, zo veel mogelijk te voorkomen. Verdamping beïnvloedt namelijk het karkasgewicht en daarmee de prijs die voor het karkas kan worden bedongen. Aangezien de volumes van karkassen zeer groot kunnen zijn, kost de snelkoeling in slachterijen veel energie.